# Dobrynia (wojewoda)
Dobrynia (st.rus. Добрꙑнѧ) – ruski wojewoda, wuj i wychowawca wielkiego księcia Włodzimierza, znany z Powieści minionych lat.
Był bratem Małuszy, konkubiny kniazia Światosława I, matki Włodzimierza Wielkiego. W 970 roku dzięki jego zabiegom Światosław osadził Włodzimierza na tronie nowogrodzkim. Gdy ten w 980 roku objął tron kijowski, mianował wuja wojewodą Nowogrodu. Dobrynia miał wówczas postawić nad rzeką Wołchow posąg Peruna, któremu oddawała cześć okoliczna ludność. 
W 985 roku Dobrynia wyprawił się wraz z Włodzimierzem na Bułgarów nadwołżańskich. Pokój między Włodzimierzem a Bułgarami został według Powieści lat minionych zawarty za namową Dobryni, który oglądając odzianych w buty jeńców stwierdził, że tak bogaty naród nie będzie nigdy płacił trybutu.
Był prawzorem postaci legendarnego ruskiego bohatera bylinnego, Dobryni Nikiticza.
Według Powieści minionych lat synem Dobryni był Konstantyn.